# إيلاريو كوزي
إيلاريو كوزي (بالإيطالية: Ilario Cozzi)‏ هو لاعب كرة قدم إيطالي في مركز الدفاع، ولد في 17 أبريل 1959 في بابية في إيطاليا. لعب مع اتحاد بافيا لكرة القدم وإنتر ميلان ونادي بريشيا ونادي بيزا ونادي ليفورنو ونادي مانتوفا.